# Мицаев, Магомед Исаевич
Магоме́д Иса́евич Мица́ев (3 сентября 1980 года, Нижний Нойбер, Гудермесский район, Чечено-Ингушская АССР, РСФСР, СССР) — российский чеченский каратист, чемпион и призёр чемпионатов России, Японии, Европы и мира, обладатель чёрного пояса, обладатель 1-го дана карате Кёкусинкай, Заслуженный мастер спорта России.

## Биография
Родился 3 сентября 1980 года в селении Нижний Нойбера. Единоборствами начал заниматься в седьмом классе. Его первым тренером был Руслан Атаев. Окончил Грозненский нефтяной институт. Член сборной команды России. Его тренер Аскер Хазраилович Зрумов.
Ведёт тренерскую работу. Его воспитанники Хизирхажи Хасуев — призёр чемпионатов России, чемпион Европы. Сулиман Косумов — призёр чемпионатов России, Японии и Европы. Хизирхажи Хасуев и Сулиман Косумов сами стали наставниками молодых спортсменов.

## Спортивные достижения
- Чемпион мира 2009 года;
- Серебряный призёр чемпионата мира 2007 года;
- Серебряный призёр чемпионата Европы 2008 года;
- Чемпион Японии 2011 года;
- Чемпион России 2006, 2009, 2010, 2019 годов;
- Серебряный призёр чемпионатов России 2008 и 2016[1] годов;
- Обладатель Кубка Заполярья 2006 года.

Приказом Минспорта №111-нг от 19 октября 2020 года ему присвоено Почётное спортивное звание "Заслуженный мастер спорта России". 

## Семья
Отец шофёр, мать домохозяйка.